# 葉祥明
葉 祥明（よう しょうめい、1946年7月7日 - ）は、日本の絵本作家、画家、詩人。本名、葉山祥明。

## 来歴
熊本県熊本市出身。九州学院高等学校、立教大学経済学部、セツ・モードセミナー卒業後、ニューヨークのアート・スチューデンツ・リーグに留学、油絵を学ぶ。
多くの絵本の作者として知られ、2014年の時点で、絵本・詩集など書籍の出版数は300点に上る。

## 親族
福建省福清県にルーツを持つ華僑2世の父 葉菊華は中華料理店「紅蘭亭」創業者。7人兄弟の6番目、三男として育つ。長兄の葉山祥泰（しょうたい）は「紅蘭亭」グループ前代表、SWISS洋菓子店創業者。次兄の葉祥栄は建築家、実弟の葉山祥鼎（しょうてい）は童話作家・エッセイスト・写真家で"葉祥明 阿蘇高原絵本美術館"の館長。姉 堀内泰子は葉祥明ミュージアムショップ「JAKE HOUSE」（自由が丘・1997-2006）を開き、甥 堀内重見は北鎌倉 葉祥明美術館 館長。姪 Kaori Hamura Long/葉村ロングかおりはイラストレーター・造形作家。

## 年譜
※参照
- 1972年 絵本「ぼくのべんちにしろいとり」でデビュー。イギリス、フランス、スウェーデンで発刊。[1]（参考：葉祥明の作品一覧#海外での出版）
- 1990年 絵本「風とひょう」でボローニャ国際児童図書展グラフィック賞受賞[12][13]。英国アン王女に原画を献呈する。[11]
- 1990年 神奈川県鎌倉市に葉祥明美術館を開館[1]。今日まで、年中無休で企画を発信し続けている。郵政省「かもめーる」に挿絵が使用される[1][11]。ニューヨークにて個展を開催[1]。
- 1992年 郵政省、ふみの日記念切手にメインキャラクターの “JAKE” が採用される[1]。
- 1996年 創作絵本「イルカの星」が第31回造本装幀コンクール展入賞[1]。オーストリア・ウィーンにて展覧会[1]。
- 1997年 絵本「地雷ではなく花をください」が日本絵本賞読者賞受賞[14]。創作絵本「イルカの星」が第7回けんぶち絵本の里大賞[15]。創作絵本「ひかりの世界」第32回造本装幀コンクール展入賞[1]。TBS「いのちの響」に出演[16][17]。
- 1998年 カナダ・モントリオールにて個展[1]。郵政省、わたしの愛唱歌シリーズ「この道」記念切手制作[18]。
- 1999年 郵政省「はあとめーる」に挿絵が使用される[1]。
- 2000年 長崎原爆絵本「あの夏の日」。やなせたかし記念館にて作品展「空気の描ける画家 葉祥明＆黒井健 二人展」[19][20]。第6回平和協同ジャーナリスト基金賞奨励賞[1][21]。
- 2001年 「徹子の部屋」出演。
- 2002年 熊本県阿蘇郡長陽村（現在の南阿蘇村）に葉祥明阿蘇高原絵本美術館を開館[1]。熊本県立美術館にて原画展（「葉祥明展」）[11]。NHK総合「ようこそ先輩・課外授業」に出演。
- 2003年 横浜そごう美術館にて原画展「葉祥明 ファンタジーワールド」。やなせたかし記念館にて作品展「葉 祥明・永田萌・黒井健　夢の三乗」[22][20]。タオル美術館（愛媛県今治市）にて原画展[23][11]。
- 2005年 織田廣喜美術館（福岡県）にて原画展（葉祥明 原画展 FEEL THE PEACE）[24]。台湾台北市にて原画展[25]。リリー・フランキーの大ベストセラー小説『東京タワー 〜オカンとボクと、時々、オトン〜』に自作の詩、《母親というものは》が引用される[26]。
- 2006年 《母親というものは》を収録した詩集「母親というものは」を発表[26]。京急百貨店（上大岡駅）にて葉祥明作品展（～Feel The Art～）[27]。北海道・上富良野にて講演会[28]。画廊梵天（山口県下関市）にて「グレートマザーランド」＆「ASO」原画展[29][30]、新宿高島屋にて作品展「Feel the Art」[31]。
- 2007年 周南市美術館（山口県）にて原画展（葉祥明　HEART & ART）[32][33][34]。
  - ルー大柴&仁井山征弘「MOTTAINAI〜もったいない〜」（NHKみんなのうた）の衣装として、メインキャラクター “JAKE” がプリントされたTシャツが着用[35][36]。
- 2008年 米子市美術館（鳥取県）にて原画展（特別展「葉祥明展 ～もっと好きになるために～」）[37][38][39][40]。人形のウエダ（鳥取県米子市）にて「葉祥明・版画展」[41]。三井住友銀行 田園調布支店ロビースペースにて作品展[42]。
- 2009年 松坂屋名古屋店にて原画展（葉祥明の世界展～言葉のおくりもの～）。あさご芸術の森美術館（兵庫県）、筆の里工房（広島県）にて原画展（葉祥明 HEART & ART展）[43]。
  - 筆の里工房の原画展で行われた講演会（2009/6/14）では、葉祥明による作画の実演も行われた（記事）。
- 2010年 京都国際マンガミュージアムで行われたやなせたかし原画展「ぜんぶ！やなせたかし！～ビールの王様・詩とメルヘン・アンパンマンetc.～」のトリビュート作品展に出品[44]。
- 2011年 富士山樹空の森にて「平和への祈り―葉祥明絵本原画展」[45]。新宿伊勢丹にて「テノヒラからアート」展に参加[46]。東日本大震災で被災した子供たちを支援する「子どもたちへ＜あしたの本＞プロジェクト」チャリティーオークションに参加[47]。熊本日日新聞社主催「平成23年度熊日チャリティー知名士色紙展」に参加[48]。「東日本大震災ルーテル教会救援」の活動のグッズにキャラクター”ジェイク”が使用[49]。「絵本ワールド・イン・いしかわ2011」チャリティーオークションに参加[50]。
- 2012年 熊本市現代美術館にて原画展（画業40周年記念　葉祥明展―地平線の彼方へ―）[51]（参考）、射水市大島絵本館（富山県）にて原画展[52][53][54]、丸善 丸の内本店にて葉祥明プチ絵本原画展「ヒーリングキャット＆海からの風」[55]。熊本日日新聞社主催「平成24年度熊日チャリティー知名士色紙展」に参加[56]。「第15回 かまぼこ板絵国際コンクール 小さな美術展」に招待作家として参加（参考）。
- 2013年 おかざき世界子ども美術博物館（愛知県）にて原画展（葉祥明展～ジェイクと素敵な仲間たち～）[57]。詩とメルヘン絵本館&別館（高知県）にて「やなせたかしと『詩とメルヘン』のなかまたち」[58]（※やなせたかしと、他の絵本作家14名による展示）に出品[59]（北海道立旭川美術館、岐阜県美術館でも巡回展）[60][61]。銀座 教文館にて原画展（葉祥明『ありがとう 愛を！』出版記念原画展）[62][63]。ひろしま美術館での「アンデルセンのメルヘン大賞30周年記念～絵本画家・イラストレーター100人の原画展～」に他の作家と共に展示[64]。

- 2014年 長崎県美術館にて原画展（葉祥明の世界展～Feel the Happiness～）[65][66][67]、可児市文化創造センター（岐阜県）にて原画展（葉祥明展　水平線の向こうから）[68][69]、所沢ミューズ（埼玉県）にて原画展（葉祥明の世界展 ～ジェイクと一緒に心の旅へ～）[70][71]。熊本県立美術館分館の「第30回 熊本平和美術展」（他の作家との共同展示）に5点出展（特別展示扱い）[72]。
- 2015年 リアス・アーク美術館（気仙沼市）にて原画展（「葉祥明」展）[73][74]。ジュンク堂書店池袋店にて絵本「ひろい かわの きしべ」出版記念原画展[75]。第20回 NHKハート展（全国17カ所を巡回）に参加[76]。
- 2016年 佐久市立近代美術館（長野県）にて原画展（葉祥明アート展 ～絵本と絵画と言葉の世界～）[77][78][79]。11月、名古屋三越栄店「第30回 NHK厚生文化チャリティー展」に参加[80]。ジェイクの「英語読み聞かせシリーズ」の発売を記念し、渋谷マルイでジェイクフェア、期間限定でジェイクショップがオープン[81][82][83][84]。
- 2017年 萬鉄五郎記念美術館（岩手県）にて原画展（絵本文学の世界へ　葉 祥明 展）[85][86][87]（Instagram動画）。11月、名古屋三越栄店「第31回 NHK厚生文化チャリティー展」に参加[88]。
- 2018年 立川「Artistic Studio LaLaLa」にて展示（葉祥明展「星の王子さま～星をめぐる展覧会～」）[89]。11月、名古屋三越栄店「第32回 NHK厚生文化チャリティー展」に参加[90]。
- 2019年 黒部市美術館（富山県）[91]にて原画展。西新井ギャラクシティにて「葉祥明原画展～いのちとこころの情景を描き続ける絵本作家～」[92][93][94]。安来市加納美術館（島根県）にて「葉 祥明 原画展～平和への祈り～」[95]。
- 2020年 アートハウスおやべ（富山県）[96]、伊達市梁川美術館（福島県）[97]にて原画展。
- 2021年 田園調布せせらぎ館（東京都）にて原画展「葉祥明 ～やすらぎの世界展～」[98]。竹喬美術館（岡山県笠岡市）にて原画展（絵本作家 葉祥明～風景に託すはるかな想い～）[99]。剣淵町絵本の館(北海道剣淵町）にて原画展「イルカの星」[100]。
- 2023年 蕗谷虹児記念館（新潟県）にて原画展「安野光雅 葉祥明 版画ふたり展」[101]。掛川市二の丸美術館（静岡県）にて原画展「葉祥明原画展〜しあわせの小径へ〜」[102]。

## スタイル
美しい自然の風景画で知られる。広々とした草原と透明感あふれる青空に、家や木、人や動物などが点在している風景が特徴。鮮やかな色彩によって、広々とした風景をシンプルに描く。
絵本を作る時のこだわりは「しっかり考えられた構図、柔らかいタッチ、きちんとしたデッサン、豊かなイメージの世界、そして深い主題をシンプルに描くこと」。
彼の絵に特徴的などこまでも広がる地平線は、彼の原風景である故郷の熊本・阿蘇から来ており、阿蘇は彼の絵の核・コアになる部分、スピリットの場所だと語っている（6分18秒～）。

### 画材
画材は不透明水彩絵の具を使っている。（以前は、生産中止になった絵の具「ルーブル」、その後は「デザイナースカラー」を使用。筆は、ディテールの小さいものは面相筆、細かな部分以外は油絵の具用の筆を使用している。）（2012年インタビューより）

## 人物

### 信条など
絵本を通じて伝えたいことは「この世界の美しさ、人生の深さ、いのちの輝き、そして生きる歓び」。
自身の作品について、「作品のテーマは、人間の心を含む地球上のあらゆる問題。とりわけ、女性や子供、動物など弱い立場の人たちにとっての“街の小さな公園”、安らぎを必要としている人々が集う公園であり続けたい。絵本も、そのような存在でありたい」。
「『動物』『子ども』『女性』。ずっとこの世の中で弱者として抑圧されてきた存在を、自身の人生、絵本、絵画のなかでは大切にしている」。

### 社会問題・環境問題への関心
社会問題・環境問題等にも大きな関心を持ち、それらを扱った本も多数出版している。
絵本「地雷ではなく花をください」シリーズ（難民支援NGO「AAR Japan」と共同で作成）はシリーズ65万部を突破。収益は世界各地の地雷撤去活動に使われている。
自身が40歳の時に起こったチェルノブイリ原発事故が、人生を変える大きな転機になったという。
主な作品の詳細は「葉祥明#社会問題・環境問題に関する作品とその貢献」を参照。

### 活動
- 画家・詩人としての制作活動のほか、様々な団体から招かれての講演会やトークイベントも数多く行っている。参考：講演会、イベント
- 絵の展覧会、アートフェアでは、同時に葉祥明本人のトークイベント（ギャラリートーク）・サイン会が企画されることが多い。参考：他館での原画展、フェア＆サイン会のお知らせ

### その他
- 趣味は「ファッション、インテリア、トラベル、自然に関する海外の雑誌を眺めること、スクラップすること。映画を観ること、旅すること、考えること」。好きな言葉は「優しさ、綺麗、幸せ、思いやり、静けさ、平安」（2012年インタビューより）[53]。
- 多い時期には9匹の保護猫を飼っていたことがあり[114]、2006年には猫雑誌「猫の手帖」に「ニャミリー訪問　葉祥明さんとファーたちの巻」として記事が掲載された[115]。

## 作品
「葉祥明の作品一覧」を参照

## 社会問題・環境問題に関する作品とその貢献
- 「地雷ではなく花をください」シリーズ
  - （リンク：葉祥明の作品一覧#地雷ではなく花をください ）1996年開始の、対人地雷について考える絵本シリーズ（葉祥明がボランティア活動として描く[116]）。絵本では異例の、シリーズ65万部突破[117]。
  - 本シリーズは、難民支援NGO「AAR Japan」と共同で作成され、純益はAARを通じて地雷・不発弾除去活動に利用される。このシリーズにより、これまでにカンボジア・アフガニスタンなど世界各地の約2,652平方メートル（東京ドーム567個分）の土地の安全確保と、100万を超える人々に地雷や不発弾を回避する教育活動ができ、活動は今なお継続中という[112][118][119]。
  - 葉祥明が描く本シリーズの主人公、うさぎのサニーちゃんのイラストは、AARのチャリティーグッズ[120]、チャリティーチョコレート（六花亭）[121][122]にも使用されている。参考：AAR「地雷ではなく花をください」
  - 「サニーちゃんライフマスターカード」（サニーちゃんデザインのクレジットカード、2006年開始[123]）では、入会時に寄付が行われるほか、カードの利用代金の一部がカード会社から自動的に寄付される（利用者の負担なし）[124]。

- ぼくのあおいほし
  - （リンク：葉祥明の作品一覧#ぼくのあおいほし）1989年出版、1986年のチェルノブイリ原発事故にショックを受け、原発によって死滅する地球を描いた絵本[125][126]。葉祥明の、「もし、今（チェルノブイリ事故発生時）星の王子さまが地球上にいたら、どう思うんだろう？」という発想から生まれた本だという[127]。

- 森のささやき
  - （リンク：葉祥明の作品一覧#森のささやき ） 1990/8月出版の絵本。無垢な心を持った少年が森からのささやきを聞く…。世代を越えた植林活動の必要性を子供たちに向けてわかりやすく説明した本。この絵本はカンボジアの小学校、孤児院、NGOの移動図書館に寄贈された[128]。この絵本の収益と著者印税の一部は、環境保護団体を通じて植林事業に役立てられる[129]。本書は1冊売れると売上金の一部が30本の木の苗に変わり、毎年インドネシアに送られるという[130]。

- ゴンダールのやさしい光
  - （リンク：葉祥明の作品一覧#ゴンダールのやさしい光 ）2001/10/23出版の絵本。アフリカ・エチオピアで食糧配布ボランティアに参加した青年のエピソードを描く。貧困と飢餓に苦しむ子供たちにわたしたちは何ができるのか？全国図書館協議会選定絵本。
  - 本書の収益の一部は国際NGO・日本国際飢餓対策機構の活動を通じて、世界の飢餓をなくすために使われる[131]。

- 美しい朝に
  - （リンク：葉祥明の作品一覧#美しい朝に ）  2011/8/10出版の絵本。2011年3月の福島第一原子力発電所の事故を受けて出版された。原画はチェルノブイリ原子力発電所の事故を受けて出版の25年前に描かれたものであったが、福島原発事故後、その絵に福島原子力発電所の建屋そっくりの黒い建物が描かれていることに気づき驚かされ、それを出版社に見せたところ、出版することになったという[132][125][133][134]。

- パヤタスに降る星
  - （リンク：葉祥明の作品一覧#パヤタスに降る星 ）  2016/2/14出版の絵本（文章：山口千恵子、絵：葉祥明）。フィリピン・パヤタスのごみ山で、劣悪な環境でも笑顔で夢を語り懸命に生きる子供達の姿を描く[135][136]。この本の収益の一部は、SYD（公益財団法人修養団）を通じて、世界のストリートチルドレンをはじめとする、貧困の中で暮らす子供のために使われる[137]。
  - ※パヤタスについては、2002/3月の前作「神の子たち―パヤタスに吹く風」（中央法規出版、パヤタスに住む人々を描いて世界的な評価を得た四ノ宮浩監督のドキュメンタリー映画「神の子たち」の絵本化）でも取り上げている。

- サニーちゃんシリアへ行く
  - （リンク：葉祥明の作品一覧#サニーちゃん、シリアへ行く ）  2016/8/5出版の絵本。「地雷ではなく花をください」シリーズの中の1冊。AAR（難民を助ける会）理事長の長有紀枝がトルコで出会ったシリア難民の子どもたちをモデルに執筆（絵：葉祥明）。絵本の純益は、国内外で避難生活をおくるシリアの人々の食糧支援や教育支援などに使用される[138][139][119]。
- 実験犬シロのねがい 
  - （リンク：葉祥明の作品一覧#実験犬シロのねがい）2001/3/9初版の動物愛護に関する絵本。捨てられ、動物実験の対象とされた白い犬のシロは、手当てもされず、死を待つばかりだった…。動物実験の対象となる不幸な犬たちと、そうした犬たちを救い続ける人々の実話を描く[140]。

## 受賞歴
- 1977年 - 第3回サンリオ美術大賞[141]
- 1990年 - イタリア・ボローニャ国際児童図書展グラフィック賞  「風とひょう」[12][13]
- 1996年 - 第31回造本装幀コンクール展 入賞　「イルカの星」[142][1]
- 1997年 - 日本絵本賞 読者賞　「地雷ではなく花をください」[1]
- 1997年 - 第7回けんぶち絵本の里大賞　「イルカの星」[15]
- 1998年 - 第8回けんぶち絵本の里びばからす賞　「森が海をつくる―ジェイクのメッセージ」[143]
- 1999年 - 第9回けんぶち絵本の里びばからす賞　「星空のシロ」[144]
- 1996年 - 第32回造本装幀コンクール展 入賞　「ひかりの世界」[1]
- 2000年 - 第6回平和協同ジャーナリスト基金賞奨励賞　「あの夏の日」[1]

### 受賞関連
- 2007年 -（社）日本観光協会・銀賞、（財）日本交通公社・会長賞[145]　
  - 「熊本県のイメージポスター」”こんなところに行ってみたいなあ… 阿蘇の高原、熊本城、天草の海”　絵：葉祥明
  - ※葉祥明ではなく、ポスターを企画した中央印刷紙工（株）が受賞。

## TV出演
- いのちの響（第90回　絵本作家　葉祥明）
  - 1997/7/6放送、TBS。著名人出演のテレビ・トークドキュメンタリー番組。[16][17]

- 絵本作家　葉祥明・美しい旅 アッシジの光に導かれて
  - 1999/1/10放送、NHKハイビジョンテレビ[146]。
- 世界・わが心の旅 －イタリア 聖なる光の中で－　旅人：絵本作家　葉祥明
  - 1999/2/6放送、NHK-BS 衛星第二テレビ。北イタリアにアッシジの聖フランチェスコの足跡を訪ねる。[147]
  - 聖フランチェスコを敬愛する葉祥明にとって、イタリア・アッシジは是非訪れたい場所だったという。[148]帰国後、この旅で訪れたイタリア・トスカーナ地方の風景を元に、詩画集「朝の光の中で―St.FRANCIS OF ASSISI」（1999/3/1）、絵本「聖フランシスコ アッシジの光」（1999/12）、画集「トスカーナの祈り―イタリア、光と風の旅 葉祥明画集」（2000/12/1）が発表された。[149][150]

- 時の旅人～テレビが記録した日本「海からの風・長崎」　詩人・絵本作家　葉 祥明
  - 1999/5/29放送、NHK 衛星第一テレビ。[151]
- 徹子の部屋　ゲスト:葉祥明　”世界で活躍 なごみの絵本作家・葉祥明”
  - 2001/7/6放送、テレビ朝日系列 13:20～13:55。[152]

- ＮＨＫニュース　おはよう日本
  - 2001/8/18放送、NHK総合 午前7:00～午前7:30
  - 「日本兵は日記を残した・戦争とは？命とは」「絵本作家・葉祥明」[153]
- ＮＨＫ歌壇　伊藤一彦、葉祥明
  - 2002/5/26放送、NHK教育テレビ。NHKの短歌番組。[154]
- テント2002　公園通りで会いましょう　西村由紀江、葉祥明
  - 2002/11/19放送、NHKデジタル衛星ＨＶ。[155]
- 課外授業 ようこそ先輩「絵本の秘密」　葉祥明、熊本市立城東小学校
  - 2003/1/12放送、NHK 18:10～18:45[156]

- 東京色「きれいなそら」
  - 2003/7/16放送、テレビ東京系列 19:55～20:00[152]

- にっぽんの夏山「北海道から九州まで名山の絶景が満載」
  - 2003/8/31放送、NHKデジタル衛星ＨＶ。
- 大地の詩（うた）・明日（あした）の子供たち　－FAOテレフードコンサート2003－
  - 2003/12/27放送、NHK衛星第二テレビ。[157]
- テレビ寺子屋 「しあわせってなあに?」
  - 2004/3/20放送、フジテレビ系列 05:00～05:30[152]

- テレビ寺子屋 「地雷ではなく花をください」
  - 2004/3/27放送、フジテレビ系列 05:00～05:30[152]

- たべもの新世紀　「帆掛け船で追う　伝統のエビ漁～熊本県芦北町」「アユの姿ずし～熊本県球磨村」　ゲスト 葉祥明
  - 2004/7/4放送、NHK総合 06:15～06:53[152][158]。
- 名作の誕生　絵本作家・画家～葉祥明
  - 2008/6/8放送 TBS 22:45～23:00[159]
  - 芸術家達が生み出した”名作”の製作背景を紹介し、その地を訪れる番組。葉祥明の風景画の”聖地”であり”原風景”である阿蘇と、葉祥明の製作風景が紹介される。[160][161][162]

- ＮＨＫ俳句 「季語について　その二」ゲスト 葉祥明 
  - 2008/10/19放送、NHKデジタル教育１[163]。
- ナイス素適音楽館　ゲスト：葉祥明、北鎌倉 葉祥明美術館にて収録[164][165][166]　※放映された情報が見つからず。
  - 2008/11/1～12/31、ケーブルテレビ「YOUテレビ」
- ART STAION「美術空間を求めて」　癒やしの美術館・メルヘンへの誘い　葉祥明[167][168]
  - 2009/2放送、TOKYO MX テレビ （動画）
  - 前編：2009/2/1（日）08:45AM（約3分）[169]
  - 後編：2009/2/8（日）08:45AM（約3分）[170]
- 「にっぽん百景」風景芸術家と巡る日本の美 ～葉祥明・伊豆大島編～
  - 2010/3/29 19:00～19:54放送、BS-TBS[171][172]。画家 葉祥明が伊豆大島にて様々な名景や芸術を求めて旅をする。作品もあわせてご紹介[171]
  - 「にっぽん百景～葉祥明・伊豆大島編～」製作の様子（オフィシャルブログ）

- くまもと大好き（くまもと大好きスペシャル（後編））
  - 2011/4/15、NHK熊本放送局 22:00～22:50（熊本県単独放送）[173][174]
- [国際協力NGOが伝える］地雷・不発弾のない世界のために（ニコニコ生放送・対談）
  - 2014/2/19 19:00～20:18放送、ニコニコ生放送
  - 対談：柳瀬房子（AAR理事長）、葉祥明。出演：長有紀枝（AAR理事長）、古川千晶（AAR主任・アフガニスタン担当）
  - 1996年に、NGO「AAR Japan（難民を助ける会）」からの依頼で葉祥明が製作した絵本「地雷ではなく花をください」。文章を担当したAARの柳瀬房子理事長と葉祥明が対談、この絵本に込めた思いを語る[175][176]。

- きっとある虹色の道　葉祥明から未来へのメッセージ（KAB熊本朝日放送）
  - KAB熊本朝日放送の開局25周年特別番組[5]。2015年2月21日 午後4時～1時間放送[177]、リメイク版が2016/12/25に放送[178]。
  - 葉祥明の、ふるさと熊本を舞台とした絵本製作を密着取材したドキュメンタリー。熊本の阿蘇・菊池・人吉・天草・水俣・五木村・天水等を葉祥明が訪れ、その風景を絵本に描く様子を取材した[177]。それまでほとんど公開されていなかった、葉祥明の絵と文章の制作過程が公開されている[5]。九州以外の各局でも放映された[179]。
  - 完成した絵本「にじいろのみち」は熊本県内の全小学校380校へ寄付されることになり、葉祥明と熊本朝日放送の社長等の関係者が熊本県庁を訪れ、熊本知事と贈呈式が行われた[180][181]。
  - Webサイト、関連動画
    - 「きっとある虹色の道　葉祥明から未来へのメッセージ」番組Webサイト
    - きっとある虹色の道 ～葉祥明から未来へのメッセージ～（熊本朝日放送　番組紹介動画　16秒）
    - 絵本プロジェクトVTR（2014年7月9日放送分）（熊本朝日放送　番組紹介動画　7分49秒）
      - ※葉祥明がアトリエで絵を描く様子も収められている。
      - ※イルカにまつわる絵本を数多く描いてきたが、この天草沖の取材で初めて本物のイルカと出会ったという[182]。

  - 関連放送
    - 放映前日の2015/2/20 9:30～には、番宣のため「駅前TVサタブラ」（KAB熊本朝日放送）に葉祥明が生出演した[183]。
    - 2015/2/21 16時～ 「つながる情報テレビ くまパワ」（KAB熊本朝日放送）で、葉祥明と熊本朝日放送等の関係者が、制作した絵本「にじいろのみち」を持って熊本県庁を訪問する様子が、「葉祥明さん絵本が完成 県内の小学校に」としてニュースで報道される[181]。

  - 関連イベント
    - 2015/2/21（土）絵本「にじいろのみち」発売記念トークライブ＆サイン会（熊本 TSUTAYA ミュージックカフェ モリコーネ）[184][185][186]

  - 絵本「にじいろのみち」（2015/2/27）自由国民社[187][177]。当プロジェクトによって完成した、熊本の数々の場所が描かれた絵本。
  - 「にじいろのみち」製作の様子（オフィシャルブログ）

### TV関連
- NHK銀河テレビ小説「太郎の青春」
  - 1980/1/7～2/1放送、NHK。曽野綾子原作「太郎物語」を原作とした青春ドラマ。
  - オープニングのタイトルバックに葉祥明の絵が使用。[188][189]
- NHKみんなのうた「鳩の詩」
  - 1980/6〜7初回放送。曲の背景に葉祥明の絵が使われている[190]。
- 忘文（わすれぶみ）　フジテレビ
  - ※SMAPの稲垣吾郎が、視聴者からの手紙や絵本を朗読する番組。
  - 2004/11/28放送、第59回。「おつきさま」（著：やすいすえこ、絵：葉祥明）を朗読[191][192]。
  - 2008/8/31放送。葉祥明「明日に向かって～For your happiness～」を朗読[193][194]。
  - 2009/11/1放送。葉祥明「子どものこころを感じてみようよ」を朗読。[195]
- 地球VOCE「地雷ではなく花をください」
  - 2010/5/28放送、テレビ東京。NPO「難民を助ける会」を取材、葉祥明の絵本「地雷ではなく花をください」を紹介[196][197]。
- 世界が愛した絵本
  - 2015/4/25放送、テレビ朝日。
  - 声優・ナレーターのかかずゆみが、絵本「かぜの でんしゃにのって」（作：やすいすえこ 絵：葉祥明）を朗読[198][199]。

## インタビュー・寄稿

### Webインタビュー
- #068 学校に行きたくない人は、行かなくたっていいんだよ－葉 祥明 さん（絵本作家）、2002年、考える高校生のためのサイト MAMMO.TV
- mi:te[ミーテ]（公文教育研究会）2010/8月
  - 絵本作家インタビュー vol.61 絵本作家 葉祥明さん（前編）「絵本で伝えたい 生きることの喜び」、2010/8/10
  - 絵本作家インタビュー vol.61 絵本作家 葉祥明さん（後編）「絵本で伝えたい 生きることの喜び」、2010/8/17
- 著名人からのメッセージ　葉 祥明さん、2011/4/30（動画アップロード日、取材情報公開：2010/6/1[200]）、アムネスティ・インターナショナル　アートひろば
  - アートひろば　葉祥明さん作品の紹介
- 心豊かに生きる ～葉祥明の世界を訪ねて～ 絵本作家 葉 祥明さん、2012年1月号[201][202]、埼玉県社会福祉協議会
- こころ育てる絵本との出会い マグちゃん通信 vol.15－絵本作家インタビュー 葉祥明、2012/8/9、公益財団法人 富山県射水市 絵本文化振興財団
- 人生の先輩からあなたへ　第10回 葉 祥明さん（絵本作家・画家・詩人）、2014年9月[203][204]、東京ウーマン
- 70seeds（WEBメディア）2015年5月[205]
  - 人生を変えたチェルノブイリ　絵本作家、葉祥明インタビュー①、2015/5/1[206]
  - 【取材/裏話】絵本作家・葉祥明さんをたずねて。、2015/5/2
  - メルヘンで世界の蛇口になる　絵本作家 葉祥明さん インタビュー ②、2015/5/11[207]
  - マザー・テレサへの想い　絵本作家 葉祥明さん vol.3、2015/5/19[208]
- Art LIFE MUSEUM the NET インタビュー収録：2016/1月、公開：2016/2月[209]。
  - 絵の画像（大サイズ）を見ながら、葉祥明インタビューの音声が聞けるシステム。
  - VOL.001 2006/2/3[210] 「NY留学～絵本作家になるまで」
  - VOL.002 2006/2/10[211] 「ジェイクの誕生秘話」
  - VOL.003 2006/2/16[212] 「絵本を作るときのルール」
  - VOL.004 2006/2/24[213] 「これからの葉祥明」
  - VOL.005 2006/4/13（音声なし）」

- 幸せへの道案内人 葉 祥明の世界 公開：2022年4月[214]
  - 詩画集『しあわせの小径』の関連企画として、出版元の“日本標準”によりZoomインタビュー
  - 葉祥明先生画業50年記念インタビュー - YouTube

### 本
- 絵本、好きですか?―永田萌対談集（1994/4）大和書房　永田萠（絵本作家）著。永田萠と、葉祥明ほか5人の絵本作家による対談集。葉祥明も絵本への想い、絵本作りの姿勢などを語っている[215]。
- 賢者たちのメッセージ（2006/8/26）[216]PHP研究所　著：光田秀（日本エドガー・ケイシー協会会長）　葉祥明ほか、江原啓之、斎藤一人、船井幸雄、美輪明宏等、エドガー・ケイシーに関心を寄せる、8人の識者のスピリチュアルな内容のインタビュー集。
- 大人のビジュアルガイドブックシリーズ 「東京の美術館を楽しむ」（SOFTBANK MOOK）（2007/11）ソフトバンククリエイティブ
  - 巻頭特別インタビュー　絵本作家＆画家　「葉祥明　美術館を語る」[217][218][219]
- 私の猫様大自慢 2005‐2008―36名の猫好き有名人（2008/3）どうぶつ出版　月刊『猫の手帖』2005年から2008年の『ニャミリー訪問』に収録された、36名の猫好き有名人の記事をまとめた本。
- 3 RULES 4 LIFE（発行年月等不明、2009/2ブログにて紹介）著：ドミック・ウォーカー　熊本に関わりがあり、これまで努力して結果を出してきた方々の三つの信条を伝える。著名人のほか、葉祥明、（葉祥明実弟の）葉山祥鼎も掲載[220][221]。葉祥明は3つの信条として”やさしさ、思いやり、美”を挙げている[222]。

### 雑誌等
- 「イラストレ」1982年3月号　詩とメルヘン3月号臨時増刊号　責任編集：やなせ・たかし　サンリオ
  - 特集 イラストレーター対談10人集ー 味戸ケイコ・葉祥明・池田勝彦・牧村慶子・渡辺藤一・東君平・林静一・永田萌・牧野鈴子・やなせ・たかし[223][224]
- 日本児童文学　
  - 第３７巻第４号 特集『子どもと文学』から３０年 小出正吾追悼（1991/4）　日本児童文学者協会　絵：葉祥明[225]
  - 第３７巻第５号 特集 新人創作特集（1991/5）　日本児童文学者協会　絵：葉祥明[226]
  - 第３７巻第６号 特集 ファンタジ－を問い直す（1991/6）　日本児童文学者協会　絵：葉祥明[227]
  - 1998年3・4月号（1998）[228]　絵本はだれのものか（エッセイ） 葉祥明
- 雑誌「女性&運動」2001-03　新日本婦人の会 編　
  - インタビュー 葉祥明さん(絵本作家・画家)--平和であたたかくやわらかい世界を[229]
- 情報誌「リ・メンバー」2002年2月号
  - ピアニストのウォン ウィンツァンとの対談記事掲載。[230]
- 情報誌「クリニックばんぶう」253号（2002/6）　日本医療企画[231]　
  - HOTTALK 　葉 祥明 画家・詩人・絵本作家--癒しを求める現代人は精神の成熟への準備段階にある
- 「としょかん通信」小学生版　2003年8月1日号　社団法人 全国学校図書館協議会
  - 「やさしさや希望をこめて」葉祥明さんの世界[232]
- 雑誌「Web & publishing編集会議」29号 総力特集 絵本に恋して!（2003/8）[233]
  - 絵本作家インタビュー4 葉祥明「絵本作家は世を忍ぶ仮の姿」葉祥明
- 雑誌「児童心理」57巻16号（2003/11）金子書房[234]
  - 児童心理インタビュー クローズ・アップ！ 自由に生きる 愛に生きる--絵本作家 葉祥明
- 雑誌「ターミナルケア」14巻3号　特集 いのちの教育--死から学ぶものは何か（2004/5）青海社[235]
  - 絵本で考える生と死　葉祥明
- 雑誌「月刊福祉」87巻7号（2004/6）全国社会福祉協議会[236]
  - ウォッチング2004 その人らしく生きる・大切なことを大切にできる自分、そして社会を　葉祥明
- 雑誌「精神認知とOT」1巻3号（2004/7）青海社[237]
  - ひと いのちとの対話、リハビリテーション　葉祥明
- 「猫の手帖」2006年9月号　P28～P29 
  - 「ニャミリー訪問　葉祥明さんとファーたちの巻」[115]
- 「別冊PHP 」2007年1月増刊号「子どもにイライラしない カッとしないお母さん」[238]　
  - 巻頭カラー「（子育てに迷うお母さんへ）好きなことを思う存分させてあげなさい」葉祥明
- 情報誌「光が丘NOW」2007年3-4月号　
  - HOT INTERVIEW　対談：葉祥明、西村由紀江[239]
- 月刊「図書」2007年 臨時増刊号 岩波書店　
  - 232人の著名人に聞く「私の好きな岩波文庫3冊」コーナー、葉祥明も「私の3冊」と短評を寄稿[240]。
- 会報「AARニュース」2007年6月号　難民を助ける会[241]
  - ご支援者からのメッセージ　「障害ある方々こそ、私たちが学ぶべき師」絵本作家・画家・詩人　葉祥明さん
- 会報「いのちの電話・東京」
  - Vol.135（2008/3月掲載発表）掲載「きみは守られている」　文：葉祥明[242]
  - Vol.136（2008/3月掲載発表）掲載「うるおい」　文：葉祥明[243]
  - Vol.137（2008/3月掲載発表）掲載「しなやか」　文：葉祥明[244]
- 熊本県定住PRパンフレット「熊本暮らし本」（2008/5掲載発表）熊本県地域振興部地域政策課
  - 葉祥明と実弟・葉祥明阿蘇高原絵本美術館館長の葉山祥鼎のインタビュー記事が掲載[245]。
- 理想世界～青年のあらゆる問題を考えるQ&Aマガジン～ 2008年12月号[246]
  - 葉祥明インタビュー 弱者への限りない愛を絵本を通して通して伝えたい
- 情報誌「定年時代」東京版　平成21年5月上旬号（2009/2ブログにて情報公開）　ASA（朝日新聞販売所）
  - “思索と詩作”の創作家　　絵本作家／葉祥明さん[247]　「定年時代」Web公開記事
- 医療生協情報誌「ComCom（コムコム）」2009年5月号　日本生協連医療部会
  - 各界の著名人から500号記念「メッセージ～明日へのチカラ～」[248]
- 「かるな」（号数不明、2009/8月掲載発表）浄土宗出版
  - 巻頭インタビュー【この人を訪ねて】ー家庭にみ仏の光を
    - 「美しいもの」が、人を安らかにする ～創作絵本作家・画家・詩人：葉祥明さん～[249]
- 「THE 保育 ~101の提言~ vol.3」（2010/7/20）フレーベル館　
  - 「子どもとは……」葉祥明[250]
- 絵本と読みきかせの情報誌「この本読んで！」2011年秋（40号）（2011/8/25）出版文化産業振興財団[251]
  - 「こんにちは！絵本作家さん」葉祥明さん　自分らしく生きていこうよ[252][253][254][255][256]
- イベントマガジン「BANZAI」（フリーペーパー）2009年11月号
  - 絵本作家　葉祥明　シンプルこそ、真実に近い芸術[257]
- 「From55」神奈川新聞 第38号 2010/1/15（フリーペーパー）　創作絵本作家　葉祥明さん
  - これからは自由人！[258]
  - 自分らしく生きることであり、その生き方を表現することが大切[259]
- 湘南地区フリーペーパー「SHOW」2010年01・02（2010/2/7ブログにて情報公開）「葉祥明大特集号」
  - 葉祥明の質問[260]
  - 北鎌倉 葉祥明美術館の館長へのインタビュー。[261]
- イベントマガジン「BANZAI」（フリーペーパー）2010年2月号
  - 2009/12/18～12/20の3日間に東京タワーで行われた、『美しの里』イベントの様子が掲載。[262]
- 雑誌「サライ」2010年5月号
  - 定番-朝飯自慢-第281回[263]
    - 「20年前から、自称“ハーフ・ベジタリアン”です」[264]
    - 「思索と詩作の時を求めて、文明と自然が調和する街中を歩く」[265][266]
- 月刊誌「あけぼの」2011年1月号　聖パウロ女子修道会
  - インタビュー「生物多様性年間」葉祥明[267][268][269]
- 鎌倉・湘南の情報誌「かまくら春秋」2011年4月号 かまくら春秋社
  - “葉祥明”と“今道友信”氏の対談が掲載[270]
  - 「人生の贈り物」（著：今道友信、絵：葉祥明）の絵を、葉祥明が解説[271]
- 会報誌「Herbaline」別冊「輝きつづけるこだわりの人々」（掲載号数不明、2011/12ブログで情報公開）
  - 健康への意識は人生への意識。自分らしく生きることが何よりも大切　葉祥明さん[272][273]
- 埼玉の福祉広報誌「S・A・I」2012年1月版 埼玉県社会福祉協議会」
  - 特集インタビュー「心豊かに生きる～葉祥明の世界を訪ねて～」[274][275][276][277][278]
- 私から始まる地球家族・月間「Her Story（ハーストーリー）」2012年5月号 世界平和女性連合
  - インタビュー「会いたい この人　葉祥明（絵本作家・画家・詩人）」[279][280]
  - 「子供が子供らしく育つ環境を、女性の手で」
- 横浜・みなとみらい地区のフリーマガジン「mirea（ミレア）」2012年7月号 Vol.35
  - 「カタチあるモノ、思いあるヒト。」絵本作家・葉祥明さんの絵本[281][282][106]
- 機関誌「真生」2012年 No.287（2012年7月）　発行：華道（いけばな）の流派、真生（しんせい）流
  - 寄稿「花と美と男性（オス）」葉祥明[283][284]
- 機関誌「NCK Newsletter」2012・Summer No.107（2012年7月）NCK（日本カテキスタ会）
  - 詩「Amaging planet and amaging your lives.」葉祥明[285]
- こころ育てる絵本との出会い マグちゃん通信 vol.15（2012年8-9月号）公益財団法人 富山県射水市 絵本文化振興財団
  - 絵本作家インタビュー 葉祥明[286][287] ※Web記事にも掲載
- 季刊「星座～歌とことば」2013年 茉莉花号 No.66（2013/07）
  - リレー連載 “弘法筆を選ぶ” にエッセイを寄稿[288]。絵を描く道具の秘密も掲載。
- 雑誌 詩と批評「ユリイカ~やなせたかし アンパンマンの心 ~」2013年8月臨時増刊
  - エッセイ 「ロダンの誓い」葉祥明[289][290][291][292][293][294]
- 「葬祭流儀」神奈川版 vol.3（発売年月日不明、情報公開2014/1/4）
  - 「絵本作家・画家・詩人」 葉祥明の世界[295][296][297]
  - 「自身を見つめて、人生を愛してください」
  - 絵と言葉で僕が伝えたいこと、人生の二大イベントである「誕生」と「死」の考え方、生涯のテーマは「LIFE」
- 月刊誌「あけぼの」2014年1月号　聖パウロ女子修道会
  - ※葉祥明と歌手 新谷のり子との対談記事
  - 対談 深く見つめ、思考し、己のミッション（使命）を生きる  新谷のり子×葉祥明[298][299][300]
- MOJITAMA BOOK「いろはに」（2014/2/3） 東京コミュニケーションアート専門学校クリエーティブデザイン科
  - 色のイロハを学びませう。 画家・絵本作家・詩人 葉祥明[301][302][303][304][305]
- 広報誌「みどりの風」2014年春号 セブン・イレブン記念財団
  - 寄稿「僕は阿蘇の光と風に恋した」 葉 祥明[306][307]
  - ※本号の特集記事「よみがえる草原」をテーマに、葉祥明が阿蘇を初めて訪れた時の記憶、今でも愛してやまない阿蘇への想いを書き下ろした。
- 「葬祭流儀」大阪・兵庫・京都版 vol.1（発売年月日不明、情報公開2014/6/18）[308]
  - 「絵本作家・画家・詩人」 葉祥明の世界[295][296][297]
- 「葬祭流儀」東京版 vol.3（発売年月日不明、情報公開2014/8/28）[309]
  - 「絵本作家・画家・詩人」 葉祥明の世界[295][296][297]
- 「葬祭流儀」千葉版 vol.1（発売年月日不明、情報公開2014/12/10）[310]
- 季刊情報誌「かぞくのじかん」2015年秋（Vol.33）主婦之友社
  - 「えほんの誕生日」コーナーに寄稿、「長くはない、幼い日々に」葉祥明[311][312]
- 「葬祭流儀」神奈川版 vol.4（発売年月日不明、情報公開2015/2/6）
  - 「絵本作家・画家・詩人」 葉祥明の世界[313][314][315]
- いちご新聞 2015年10月号 「心のハーブ」vol.100
  - 100回記念インタビュー[316][317]
- いちご新聞 「心にAroma（アロマ）」インタビュー 
  - 2015年11月号 No.1～[318]毎月掲載中
- 月刊「清流」2016年2月号 特集「今年はもうイライラしない！～「怒り」に振り回されない穏やかな日々を～」
  - 葉祥明インタビュー「怒りの種を探すより、幸せの種を探そう」[319][320][321]
- 鎌倉・湘南の情報誌「かまくら春秋」2017年1月号 かまくら春秋社
  - 「私の鎌倉」94　明月院通り 北鎌倉　葉祥明（絵本作家）[322]
- 月刊誌「致知」 2017年12月号
  - 「致知随想」コーナー 葉祥明インタビュー
  - 自分のための仕事が　人のためにもなる　ー 葉 祥明ー[323][324]
- 冊子「祈りを紡ぐ」Vol.4 2020年秋号 一般社団法人 PRAY for (ONE)
  - インタビュー 絵本作家・画家・詩人 葉祥明さん「『無になる』と言葉が入ってくる」[325]
- 地域情報誌「でんえん わがまち」
  - 第124号 2021年12月版
    - 絵本作家・画家・詩人 葉祥明さんに伺う わがまち田園調布[326]

  - 第125号 2022年1月版
    - 絵本作家・画家・詩人 葉祥明さんに伺う わがまち田園調布[327]

### 新聞
- 朝日小学生新聞　2009年6月？（掲載日不明）「ぼくははちぞう　葉祥明さんに書評員インタビュー」
  - 「朝日小学生新聞」で連載中の「ぼくははちぞう」。読者の小学生の特派員が葉祥明に直接インタビュー。[328][329]

- 毎日新聞夕刊版 2009年7月23日 　「帰りたい～私だけのふるさと～　熊本・阿蘇山」葉祥明さん
  - 身近な外国「阿蘇」にロマン[330][331][332]
- 子ども新聞　2010年冬－春号（2010/1）　熊本県合志市立図書館
  - 掲載（詩）「生きているって…」　絵・詩：葉祥明　※小学館「子どもとよみたい輝け！いのちの詩」より
- 共同通信社・文化部の配信記事（高知新聞等）（掲載日不明、ブログ紹介2012/10/31）
  - 「彩人（さいじん）～それぞれのやなせたかし～」[333][334]
    - 連載第8回「絵描きとして～叙情性とサービス精神～」※葉祥明のインタビュー記事[335]。
- 読売新聞（熊本地方版） 2013年4月19日
  - 葉祥明の母校である熊本市立城東小学校の取り組みを紹介する記事に、メッセージを寄稿。
  - 贈る言葉 絵本作家 葉祥明さん 「6年間は一生の宝物」[336]
- 熊本日日新聞 2013年10月16日
  - 愛と勇気 アンパンマンは永遠に やなせたかしさん死去
  - 葉祥明さん 優しく、厳しい恩人[337] ※やなせさんの追悼記事にコメント掲載
- 西日本新聞 2013年10月23日
  - やなせたかしさんをしのぶ 出会う全てを両手広げて受け入れた 葉祥明[338][339] ※やなせさんの追悼記事にコメント掲載
- 朝日小学生新聞 2013年11月
  - 私の意見 「1人ではなく、みんなでかじられよう」 葉祥明[340] ※やなせさんの追悼記事にコメント掲載
- 朝日新聞 2014年10月24日 夕刊
  - 「私の描くグッとムービー」テレンス・マリック監督、リチャード・ギア主演の「天国の日々」（1978年）[341]
  - ※作家が映画のワンシーンを描き下ろし、その映画について語るコーナー。
- 毎日新聞 2016年2月14日（熊本地方版）
  - 敬天愛人　九州学院１０５年・未来へのメッセージ[342]
  - 「自分らしさ貫いて」　絵本作家・葉祥明さん
- 信濃毎日新聞 2016年8月18日
  - ＜山ろく清談＞ 絵本作家 葉祥明さん ～世界は信じられる場所～[343][344][345]
- 毎日新聞 2016年8月24日
  - ※絵本「ぼくの べんちに しろいとり」の改訂版の発売に合わせてインタビュー記事が掲載。
  - ＜おはなしめぐり＞　子どもたちへ「夢持ち続けて」[346][347]
  - 改訂版「ぼくのベンチにしろいとり」 葉祥明さん（70）
- 朝日新聞 2017年3月15日
  - 「めっせーじ・えほん作家から～葉祥明さん～」苦みも 生きていく強さに[348]
- しんぶん赤旗 2016年10月1日
  - わたしの宝物　～かけがえのない人生～　絵本作家・詩人 葉祥明さん[349][350]

### その他
- 推薦文　映画「子供の情景」監督：ハナ・マフマルバフ　2007年／イラン・フランス合作／81分、2009年4月[351]
  - 葉祥明などアーティスト5名によるチャリティ・ポストカードも作成された。売上金全額が「セーブ・ザ・チルドレン・ジャパン」の活動費にあてられる[352]。
- 「ヒロシマ・ナガサキ議定書」をアピールする「Yes!キャンペーン」に賛同メッセージ、2010年4月[353]
- 九州学院創立100周年記念番組（2011/7/9ブログ情報公開）　※卒業生である葉祥明への取材が行われた[354]。
- 映画「アンネの追憶」公式ホームページにコメント掲載（2012/5/1）[355][356]
- ドキュメンタリー映画「いわさきちひろ~27歳の旅立ち~」　告知チラシにコメント掲載（2012年8月）[357]
- 季刊誌「マグノリアの灯（四元素／01 ）」（2013/06/24、リンク）
  - 児童養護施設を運営する熊田富美子さんの記事に葉祥明のメッセージ掲載[358]。
- 書籍「ヒポクラテスの精神を継いで～ある皮膚科医の回想～」飯澤二郎　に帯の推薦文（2015年8月）[359]。
- 「ARC NEWS 2015冬」NPO法人「アニマルライツセンター/ANIMAL RIGHTS CENTER」（2016/1/6）
  - 「お母さん豚を閉じこめないで～妊娠ストール廃止運動～」へ、葉祥明が賛同のコメント[360]。
  - メッセージ「絵本作家・画家・詩人 葉 祥明」
- 毎日新聞 2017年4月20日
  - 2017/5月～公開の映画「赤毛のアン」の広告にコメント掲載[361]。

## 講演内容掲載

### Web
- 「絵本から学ぶ大切なもの（葉祥明による保護者の授業）」葉祥明講演会（2005/11/10）[362]、Benesse（ベネッセ）教育情報サイト
  - ※ベネッセ主催の講演会にて、葉祥明が自著の絵本を、春夏秋冬の季節に合う4つのテーマで取り上げた。
  - 第1回「春の絵本から　絵本は子どもの心を成長させる」（動画）
  - 第2回「夏の絵本から　絵本から出会いを学ぶ子どもたち」（動画）
  - 第3回「秋の絵本から　絵を『読む』ということ」（動画）
  - 第4回「冬の絵本から　人生に大きな影響を与える幼いときのメッセージ」（動画）

### 雑誌・新聞・機関誌等
- 「看護」（日本看護協会機関誌）58巻4号　臨時増刊：第36回 日本看護学会特別講演・シンポジウム集録号（2006/3）[363]
  - 小児看護特別講演　熊本「子どものこころを感じてみようよ」葉祥明
- 東京電気大学理工学部鳩山キャンパス新聞　掲載号不明（2008年1月時点での掲載発表）[364]
  - 葉祥明氏講演会「芸術とは何か？」東京電気大学・鳩山キャンパス（2007/9/29講演）
- 熊本市立藤園中学校 学校新聞「藤園」　掲載号不明（2008年1月時点での掲載発表）[365]
  - 創立60周年記念講演「人生の原点　～思春期の大切さ～」　藤園中十四回卒　葉祥明 氏（2007/11/18講演）
- 河北新報 2008/1/30朝刊
  - 自作の詩を朗読　言葉の力説く～絵本作家・葉さん、仙台で講演会～（2008/1/26、仙台いのちの電話主催の講演）
- 「国立・国際・子ども図書館」（国際子ども図書館を考える全国連絡会会報）25号（2009）[366]
  - 「本の絵本美術館」-絵本ミュージアムの状況に関する調査報告--刊行記念講演会 葉祥明さんが語る「本と私」講演録から
- 月刊「女子体育」2009年12月号　平成21年度夏期講座 報告特集号（2009/12）日本女子体育連盟[367]
  - 講演「感動から生まれる作品」　葉祥明[368]
- 浄土宗「ともいきだより」Vol.7（発行年月不明、2010/2情報公開）
  - 2009/11/12日に浄土宗大本山増上寺にて行われた「法然セミナー」の様子を掲載[369]。
- 多摩いのちの電話 会報（号数等不明、2011/5/12に公式ブログで発表）
  - 2009/1/24に東京都・多摩で行われた講演会の内容[370]。
  - こころに響く　いのちの言葉－「自殺予防いのちの電話」公開講座－　葉祥明
- 茨城新聞 2012年2月1日
  - 2012/1/29に水戸市立東部図書館で行われた講演会の内容を紹介。
  - 「絵本で自由伝えたい」「水戸で葉祥明さん講演会」[371][372]
- 埼玉いのちの電話 会報（号数等不明、2013/5/29に公式ブログで発表）
  - 2012/12/8にクラッセ川越で行われた講演会「こころに響くいのちの言葉」の内容。
  - 埼玉いのちの電話 公開講演会 絵本作家 葉祥明[373][374]

- 四国新聞 2014年10月28日 夕刊
  - 2014/10/25に“香川いのちの電話”主催で行われた公開講座「絵本を通して心の平和を」を掲載。
  - 「いのちの電話」公開講座 絵本作家の葉さんが講演 「一言で相手は救われる」[375]
- 四国新聞 2014年10月29日 朝刊
  - 2014/10/25に“香川いのちの電話”主催で行われた公開講座「絵本を通して心の平和を」について。
  - 記者ノート 命の相談 勇気を出して[376]
- 山梨新報 2018/11/9[377]
  - 「講演会から」 演題 「自分の人生をどう生きるか」　講師：葉祥明さん　「子どもの能力を引き出しふさわしい道をサポート」
  - 2018/10/28に「NPO 親子ふれあい広場」主催で山梨県笛吹市で行われた講演会の記事。[378][379]

## TV放映
- 夕方のニュース　米子市　絵本の絵画 作品展[380]
  - 2009年10月放送？（放送日不明）、中海テレビ。
  - 「人形のウエダ」で行われる葉祥明作品展の紹介
- きょうの動き「葉祥明さん 中学校で講演 午前10時～ 熊本東区 西原中」　
  - 2012/6/7 朝、NHK熊本 ※6/7に熊本市立西原中学校で行われた葉祥明講演会を紹介[381]

## ラジオ放送
- 特集「鎌田實　いのちの対話」鎌田實、葉祥明、細川佳代子、古謝美佐子[382]
  - 2009/11/23 09:05～11:50公開生放送（ラジオ第１・全国生放送） 熊本NHKラジオ
- ラジオ深夜便 ～明日へのことば～　「テーマ」絵のこころ、ことばの力[383][384]
  - 2010/11/29(月)・11/30(火)、午前4:05～4:50（各45分）放送、NHK第一放送及びFM放送
  - 葉祥明が出演

### ラジオ関連
- 「POWER BAY MORNING」2011/12/16　bayfm78
  - 番組の朗読コーナーで、「いのち あきらめない」の中から葉祥明の詩を数編朗読[385]。

## 新聞記事
- 日本海新聞　2008年6月？（掲載日不明）「愛に満ちた世界を」
  - 鳥取県米子市美術館で行われる「葉祥明展」の告知記事[386]
- 日本海新聞　鳥取県米子市美術館で行われる「葉祥明展」（解説：葉祥明美術館館長・堀内重見）
  - 2008年6月？（掲載日不明）「作品紹介その1　絵本『地雷ではなく花をください』」[387]
  - 2008年6月？（掲載日不明）「作品紹介その2　絵本『ジェイクと海のなかまたち』」[388]
  - 2008年6月？（掲載日不明）「作品紹介その3　絵本『もっと好きになるために』」[389]
  - 2008年6月？（掲載日不明）「作品紹介その4　油彩『祈りの星～Ａmazing Ｐlanet』」[390]
  - 2008年6月？（掲載日不明）「作品紹介その5　絵本『おなかの赤ちゃんとお話ししようよ』」[391]
- 日本海新聞　2008年6月27日（金）　一面コラム「海潮音」に、7/12から米子市美術館で行われる「葉祥明展」が取り上げられる。[392]
- 日本海新聞　2008年7月？（掲載日不明）「葉祥明展」 背景、逸話を解説　～作品展前に今（こん）主任学芸員～[393]
- 日本海新聞　2008年7月？（掲載日不明）[394]
  - 「葉祥明展」癒されて　引き込まれ　～来場者ら感動隠せず～　（葉祥明展開幕、米子市美術館）
  - 風景が「命」見守る　～葉さん講演会～　（米子市図書館、葉氏が「葉祥明と絵の世界」と題して講演）
- 日本海新聞　2008年7月？（掲載日不明）「葉祥明展」 正直な言葉にサプライズ　ルー大柴さん[395]
- 日本海新聞　2008年7月？（掲載日不明）「葉祥明展に寄せて」
  - 「世の中に役立てることを」　認定NPO法人難民を助ける会理事長、「地雷ではなく 花をください」著者 柳瀬房子[396]
- 日本海新聞　2008年7月？（掲載日不明）「葉祥明展に寄せて」「すべてを好きになれたら」　ピアニスト・西村由紀江[397]
- 日本海新聞　2008年8月？（掲載日不明）「葉祥明展に寄せて」「平和な心を生み出す力」　葉山祥鼎（葉祥明阿蘇高原絵本美術館館長）[398]
- 日本海新聞　2008年8月？（掲載日不明）「葉祥明展に寄せて」「言葉は生きています」　葉祥明[399]
- 日本海新聞　2008年8月？（掲載日不明）「葉祥明展に寄せて」「皆さんが本当の主役」　堀内重見[400]
- 読売新聞・豊岡支局但馬版　2008年8月？（掲載日不明）「市民ら原爆朗読劇　手作り脚本で平和訴え」に葉祥明作絵本「あの夏の日」の言葉が引用。[401]
- 日本海新聞　2008年8月？（掲載日不明）「葉祥明展」「感動広がり1万人　米子の姉弟に記念品」　葉祥明展の入場者数が1万人を突破したという記事。[402]
- 日本海新聞　2008年8月？（掲載日不明）「葉祥明展」「平和の大切さかみしめ　『あの夏の日』来場者見入る」「感動・葉祥明展　子どもの未来・平和な世界を」[403]
- 日本海新聞　2008年8月？（掲載日不明）「葉祥明展」「家族と感動共有・平井知事が鑑賞楽しむ」　鳥取県の平井知事が家族共に来館の記事。[404]
- 日本海新聞　2008年8月？（掲載日不明）「葉祥明展」「にじみ出るやさしさ～ギャラリートーク・最多の1200人来場～」[405]
- 日本海新聞　2008年9月？（掲載日不明）「葉祥明展」「名残惜しみじっくり鑑賞 確かなメッセージ受け取る」「2万人に感動与え閉幕」[406]
  - 2008/7/12～8/24まで米子市美術館で行われた、葉祥明展の閉幕を伝える記事。
- 日本海新聞　2008年9月？（掲載日不明）「葉祥明展」「ジェイクとハイ！チーズ」「来場記念、子どもたちに人気」[407]
- 日本海新聞　2008年9月？（掲載日不明）「葉祥明展」「アフガンの地雷廃絶に 主催4者が収益寄贈」[408]
- 日本海新聞　2008年10月4日「葉祥明展」「人形のウエダが『葉祥明・版画展』 米子、来月3日まで」[41]
- 教育医事新聞　2008年10月？（掲載日不明）
  - 「『無理しない』葉祥明氏からのメッセージ」「生きてこそ 救急救命ブック 緊急出版」[409]
  - 葉祥明近刊本「無理しない」の紹介。
- 中国新聞　2009年6月（掲載日不明）「地雷・海洋汚染 絵筆で訴え　熊野で葉さん作品展」[410]　
  - 2009/6/10から筆の里工房で始まった葉祥明の原画展「葉祥明 HEART & ART」展の紹介記事。
- 山陰中央新報　2009年10月3日　「心癒される風景画」「人気絵本作家　葉祥明さん作品展　米子」[411]
  - 人形のウエダでの作品展を紹介。
- 京都新聞 2009年11月？（掲載日不明）「阿弥陀経 絵本に -苦しい時 私の名を呼んで…」[412]
  - 新作絵本「Call My Name～大丈夫、そばにいるよ～」を紹介。
- 教育医事新聞　2010年4月？（掲載日不明）
  - 「急がない」著者インタビュー 画家・絵本作家・詩人 葉祥明氏
  - ”読む心のくすり” メッセージ本第3弾 『急ぐことで大切なものを失っていないか』[413]
- 教育医事新聞　2010年5月25日 第309号
  - 書評「比べない」[414][415]
  - ”読む心のくすり”メッセージ本第4弾　「幸せになるため『比べない』と説く」 一人ひとりが唯一無二の存在だから
- 毎日新聞 2019年1月6日 書評 「詩画集『Life is......人生を彩る幸福のエッセンス 葉祥明 絵・詩（中央法規出版・1512円）[416]』」“カウンセラーに語りかけられているような気持ちになる”との評。
- 西日本新聞 2010年11月18日 筑後版 「イルカと泳いだ初めての海」”ぼく　もう　こわくない”
  - 重度の脳性麻痺を患っている“石橋秀剛”君が、“イルカセラピー”を通して誰の助けも借りずにイルカと一緒に泳いだという記事が、葉祥明作の「イルカの星」と共に紹介。[417][418]
- 西日本新聞 2010年12月24日 筑後版 
  - ※2010年11月18日記事の続編。葉祥明から記事の主人公である“石橋秀剛”君へプレゼントが贈られ、そのことが記事に[419]。
  - 「イルカと泳ぐ少年へ」「心は自由 あそぼう」葉祥明さんからメッセージ
  - 「本紙が縁　Xマスプレゼント」「石橋君の母『宝物に』」
- 北海道新聞　2010年12月（掲載日不明）
  - 絵本「ひでぼー天使の詩」が紹介。[420]
  - 「重度障害で8歳10カ月生き抜いた息子・英旺に贈る」「母が紡いだ 命の詩44編」「札幌の橋本さん刊行　絵は葉祥明さん」
- 朝日新聞　2011年6月6日 福井版
  - 「葉さんの絵 多くの人と」「版画集める女性、福井で展示」「希望の光を感じた」[421]
  - ※“葉祥明作品”を長年集めてきた女性が、福井のギャラリーで収蔵作品を展示するという記事。
- 読売新聞　2011年6月16日 都内版
  - 「被災者 心のセルフケア」「孤立避けて日課維持を」「支援カード 避難所へ」[422]
  - ※ルーテル学院大学が作成した「震災後のセルフケアカード」（葉祥明のイラスト”ジェイク”を採用）を紹介。
- 教育医事新聞　2011年6月25日
  - 新刊「しあわせの法則」を紹介。
  - 「しあわせの法則」「本当の『幸せ・喜び』とは何か」「葉祥明が語る励ましのメッセージ満載」「大事なのは”いのち”への感謝」[423]
- 読売新聞-愛知県版- 2011年11月25日
  - -「シャンソン和尚」鎮魂のCD- ～被災者の心の支えに～[424]
  - 愛知県一宮市にある観音寺の住職・中野見夫さんがCDを自主制作し、その中に葉祥明の「Call My Name」を朗読、収録しただけでなく、読売新聞-愛知県版-から取材を受けた。
- 熊本日日新聞 2012年4月7日
  - 熊本市現代美術館での「葉祥明展～地平線の彼方へ～」の開幕を伝える記事[425]。
  - 葉祥明展 きょう開幕・熊本市現代美術館10周年企画第1弾～
- 毎日新聞 2012年4月7日
  - 熊本市現代美術館での「葉祥明展～地平線の彼方へ～」の開幕を伝える記事[425]。
  - 葉祥明さん画業40周年　原画など250点を展示　熊本で記念展
- 西日本新聞 2012年4月19日
  - 「固定したイメージ突き崩す」[426]
  - 相次ぎ絵本作家の展覧会　葉祥明…（熊本市現代美術館）、永田萌…（福岡県立美術館）
- 熊本日日新聞 2012年4月23日
  - 「葉祥明さん 画業40年を振り返る」「絵本読む子に愛と安らぎを」「熊本市現代美術館で回顧展」[427][428]
- 熊本日日新聞 2012年5月5日
  - 「地元出身・葉祥明さん作品展 街ぐるみで応援」「上・下通、新市街の各店舗」「特製パン、菓子販売／鑑賞者割引も」[429]
- 読売新聞 2012年6月14日
  - 復興掲示板-東日本大震災- 哲学者・今道さんが詩画集　※詩画集「雲のゆくおるがん」を紹介[430]
- 熊本日日新聞 2012年7月31日
  - 「あの日　街は闇と炎に包まれた」「長崎原爆テーマの絵本 あの夏の日」「葉祥明美術館 平和願い原画展 南阿蘇村」
  - ※葉祥明阿蘇高原絵本美術館で行われている、「あの夏の日」（長崎の原爆投下をテーマにした絵本）の原画展の紹介[431]
- 毎日新聞（湘南版）2013年2月8日
  - 哲学者　今道さんしのび企画展「雲のゆくおるがん」　鎌倉 原画、直筆の詩など展示[432]　※企画展「雲のゆくおるがん」について
- 神奈川新聞 2013年2月20日
  - 絵本作家が哲学者しのび企画展 鎌倉　響き合う詩と絵[433]　※企画展「雲のゆくおるがん」について
- 朝日新聞（横浜版）2013年3月10日
  - 「反戦を秘めた詩　彩られて詩画展」15日まで鎌倉　詩 故 今道友信さん 絵 葉祥明さん[434]　　※企画展「雲のゆくおるがん」について
- 読売新聞（熊本地方版）2013年5月12日
  - 詩画集出版記念ライブ 南阿蘇で来月8日 橋本さんと葉祥明さん合作[435]
  - ※熊本の葉祥明阿蘇高原絵本美術館で 行われる、新刊「おたんじょう おめでとう」（絵：葉祥明、詩：橋本昌彦・さやか夫妻）の出版記念トーク＆コンサートの紹介記事。
- 毎日新聞 2013年5月25日
  - 熊本出身 橋本昌彦＆葉祥明コラボ詩画集『おたんじょう おめでとう』
  - 来月8日 記念トーク＆コンサート[436]
  - ※6/8に熊本の“葉祥明阿蘇高原絵本美術館”で行われる新刊「おたんじょう おめでとう」の出版記念トーク＆コンサートの紹介。
- 長崎新聞 2013年12月29日
  - パステルの温かさ 葉祥明展 開幕前に内覧会 県美術館 来月2日から[437] ※長崎県美術館で行われる「葉祥明の世界展」の紹介記事
- 西日本新聞 2013年12月29日
  - 「幸せ」テーマに200点 来月2日から 葉祥明の世界展 県美術館[437] ※長崎県美術館で行われる「葉祥明の世界展」の紹介記事
- 日本海新聞 2014年2月22日
  - 子どもへの愛情伝わる 葉祥明さんの絵本販売 米子・人形のウエダ[438]
  - ※人形のウエダの依頼による絵本「ひなまつり」と「こどもの日」の単独販売開始を紹介。
- 朝日新聞（熊本地方版）2015年2月18日
  - 地元TV　故郷で絵本とコラボ　きっとある虹色の道～葉祥明から未来へのメッセージ～[439]
  - KAB熊本朝日放送開局25周年記念プロジェクト「きっとある虹色の道」のTV放映やイベントを紹介。
- 朝日新聞（熊本地方版）2015年2月21日
  - 熊本の絵本　アプリでも　KAB、370小学校に絵本寄贈[440]
  - 2015/2/20（金）にKAB熊本朝日放送＜きっとある虹色の道＞プロジェクトの一環で制作された絵本「にじいろのみち」の贈呈式のため、熊本県庁を訪れた際の様子を紹介。
- 日本海新聞　2015年（掲載日不明、2015/2/28ブログ情報公開）
  - 人形のウエダ（米子）と絵本作家・葉祥明さんがコラボ　～特典絵本を販売～成長記録記入ページ追加～[441]
- 熊本日日新聞 2015年10月25日
  - 葉祥明・葉山祥鼎兄弟による初のコラボレーション絵本「キツネのフーくんと風の郵便屋さん」が紹介[442]。
- 神奈川新聞 2015年12月5日
  - 鎌倉の葉祥明美術館で開催中の「名作の中の素敵なワンシーン展」（「名作の中のお菓子物語」の中から12点を選んで展示）を紹介。
  - 童話　目・舌で味わって～絵と菓子コラボ12点[443]
- 熊本日日新聞 2016年3月11日
  - 葉祥明阿蘇高原絵本美術館で開催中の原画展「あのひのこと」を紹介。
  - 絵本通し被災地を思う～南阿蘇村・葉祥明さん原画展～[444]
- サンケイリビング東京南版 2016年3月号
  - 葉祥明の展示会「心やすらぐ風景との出会い『帰郷。葉祥明展2016』」（東急リバブル田園調布駅センター・併設ギャラリーで開催）を紹介[445]。
- 熊本日日新聞 2016年10月4日
  - 音楽劇「リトル・ツリー」東京プレ公演の様子が地元紙「熊本日日新聞」に掲載。
  - 音楽劇 子どもに笑顔を ～在京の済々黌OBら計画[446]
- 読売新聞（西部版）2017年2月19日
  - ※3月14日に熊本で行われる、法隆寺での熊本地震・復興支援イベントで、女優・紺野美沙子が、葉祥明の絵本「ASO～阿蘇、ぼくの心のふるさと～」を朗読することを紹介。
  - 紺野美沙子さんが朗読～来月14日 阿蘇を描いた絵本～[447]
- 神奈川新聞 2017年7月21日
  - ※絵本「きみに聞いてほしい」の原画展を紹介。
  - オバマ氏の思い形に　葉祥明美術館で絵本原画展[448]
- 産経新聞 2017年12月24日　「かながわ美の手帖」コーナー
  - 想像かきたてる演出　「心に平和」願い込め[449]
  - ※北鎌倉葉祥明美術館での、絵本「ピーターパンとウェンディ」の原画展を紹介。
- 毎日新聞 2019年1月6日
  - 詩画集「Life is ......人生を彩る幸福のエッセンス」書評[450]
- 産経新聞（神奈川県地方版） 2019年2月17日　「かながわ美の手帖」コーナー
  - 北鎌倉葉祥明美術館　「葉祥明ハートフルメッセージ絵本原画展『リトルブッダ』」 始まりは１枚の絵　穏やかな「気付き」[451]
  - ※原画展「リトルブッダ」の紹介記事

## 雑誌等記事
- 「うさぎの時間」No.3（2009/4）誠文堂新光社
  - 葉祥明が描いたサニーちゃんの絵本「地雷ではなく花をください」が編集部スタッフのお気に入り絵本として掲載[452]。
- 機関誌「浄土宗新聞」No.513 平成21年11月号（2009/11/1）  浄土宗出版
  - 新作絵本「Call My Name」を奉告するために知恩院を訪れた際の様子を掲載[453]。
- 「an・an」 No.1698 特集＜本とマンガ＞（2010/3/3）マガジンハウス
  - 「読書通18人が贈る本」の中で、千原ジュニアのオススメ本として、「かみさまへのてがみ」が紹介（訳：谷川俊太郎、絵：葉祥明）が紹介[454]。
- 「-がん患者と家族に明るい希望と勇気を与える情報誌-『がん治療最前線』」2010年4月号
  - 絵本「水平線の向こうから」の書評が掲載（著者の堂園晴彦へのインタビューも交える）[455][456]。
- 茨城いのちの電話 会報（号数等不明、2011/5/2に公式ブログで発表）
  - 2011/2/26に茨城県つくば市で行われた葉祥明講演会の報告が掲載。
  - 自殺防止公開講演会「心に響くいのちの言葉」を終えて[457]
- 「ART KISS LETTER（アート・キッスレター）」 熊本市現代美術館
  - Vol.57（2012/6/14ブログ公開）
    - 「手技が生み出すマチエールの美」熊本市現代美術館館長　桜井武[458]
    - ※熊本市現代美術館で開催中の「葉祥明展～地平線の彼方へ～」に合わせた記事。

  - Vol.58（2012/8/7ブログ公開）
    - 葉祥明阿蘇高原絵本美術館バスツアー「葉祥明の世界を撮る」-2012.4.22-
    - 折り紙でジェイクを作ろうワークショップ-2012.4.28~5.6-
    - 親子ワークショップ「粘土で動物をつくろう！」-2012.5.5-
    - 北鎌倉葉祥明美術館 堀内重見館長講演会-2012.5.26-
    - ※熊本市現代美術館で開催された「葉祥明展～地平線の彼方へ～」に関して行われた各種イベントの報告[459][460]
- 聖園学院 同窓会機関誌「こころに響くいのちの言葉」（号数等不明、2013/5/21ブログ公開）
  - 2012/6/16に行われた葉祥明の講演会の報告が掲載[461]。
- ムック本「こども英語今日からわくわくスタートブック」（2014/2/01）Jリサーチ出版
  - 「編集部の注目！この絵本がすごい」コーナーで、葉祥明の絵本（「ジェイクと海のなかまたち」等が紹介）[462]。
  - 北鎌倉葉祥明美術館の堀内館長へのインタビューも掲載。葉祥明の絵本に英語が併記されていることが多い理由を語っている。
- 熊本デザイン専門学校 学校案内パンフレット
  - 葉祥明が、学校案内のパンフレットに地元出身の“クリエーター”として紹介
  - （2014年度版）[463]。
  - （2015年度版）[464]。
- 所沢市民文化センター ミューズ アートマガジン「Info Mart」vol.72（2014/7/10）[465]
  - 葉祥明原画展「葉祥明の世界展～ジェイクと一緒に心の旅へ～」の告知
- 月刊タウン情報誌クマモト「タンクマ2015年12月号」
  - 絵本「キツネのフーくんと風の郵便屋さん」が紹介。「地元出身の兄弟作家が熊本を舞台にした絵本を制作！」[466]
- タイの小学生向け雑誌（詳細不明、2016/2/19ブログ公開）
  - レシピ絵本「名作の中のお菓子物語」を紹介[467]。
- 機関誌「浄土宗新聞」2016年5月号 浄土宗出版
  - リレー連載「あの言葉に想う」第1回 葉祥明さん
  - あの言葉に想う ～役に立つ善人たれ～[468][469][470]
- MIHO MUSEUM会員通信「Shangri-La」（号数等不明、2017/9/8ブログ公開）
  - 開館20周年を迎え、葉祥明が制作した絵本「美しの里 LEGEND OF PEACH VALLEY」について記載[471]。
- かまくら春秋 2017年10月号 No.570
  - ※目葉祥明の絵「幸せの秋」からインスピレーションを受け、太田治子が物語を書く。
  - 太田治子の湘南の名画から紡ぐストーリー　第十七回～約束～[472]
- 「明日へつなぐ 平和のはな」コープさが生活協同組合 平和のはなネットワーク 戦後70年記念文集（詳細不明、2018/8/15ブログ公開）
  - 2013年にYahoo! JAPANの特集サイト「広島原爆の日、平和のはなを咲かせてください特集」で掲載された葉祥明の詩「平和のはな」を掲載[473]。

## Web記事
- アートアニュアルオンライン
  - 犬のジェイクや『地雷ではなく花をください』の絵本作家・葉祥明、信州での初個展を開催（2016年6月29日）
    - 佐久市立近代美術館で開催中の「葉祥明アート展 ～絵本と絵画と言葉の世界～」が紹介[474]。

  - [レポート] 絵本作家・葉祥明の信州初個展、ギャラリートークとサイン会開かれる（2016年7月30日）
    - 佐久市立近代美術館で開催中の「葉祥明アート展 ～絵本と絵画と言葉の世界～」イベントの様子を紹介[475]。
- 産経新聞web（神奈川）
  - 【かながわ美の手帖】北鎌倉葉祥明美術館「葉祥明ハートフルメッセージ絵本原画展『リトルブッダ』」（2019年2月17日）
    - 北鎌倉葉祥明美術館 原画展「リトルブッダ」の紹介記事
- 逗子葉山経済新聞
  - 逗子で絵本作家・葉祥明さんとピアニスト・ウォン＝ウィンツァンさんコラボライブ　湘南で初めて（2019年7月10日）
    - （左から）主催した小山内健治さん、葉さん、小山内俊江さん、ウォンさん夫妻

## 作家以外の活動
- 審査員
  - 雑誌「猫の手帖」（2006年9月号）の企画「猫手大賞」（猫に関する写真、イラスト、童話のコンテスト）の審査員[115]
  - 「ビザ・オリンピック・オブ・イマジネーション」（小中学生の絵画コンクール）の審査員（2007～2008年）　
    - テーマ「オリンピックの絵を描いて、北京へ行こう。」[476][477]

  - 絵画コンクール「－文化発祥の地・神田－ 画廊生誕100周年記念大賞展」（2010年8月）
    - 日本における近代ギャラリー誕生100周年を記念し、神保町の五つのギャラリーで開催された。[478][479][480][481]

  - 岩手県陸前高田市のマスコットキャラクター「夢☆キャラ」の審査委員長（2012/1月決定）[482][483][484][485]
  - 「てづくりレターコンクール」公益財団法人通信文化協会
    - 審査員。2012年[486]、2013年[487]。

## 美術館・ショップ

### 北鎌倉 葉祥明美術館
1991年に北鎌倉に開館。JR横須賀線・北鎌倉駅徒歩5分。
葉祥明がイメージした設計案を元にした、ジョージアン様式の派生型の洋館。”画家で詩人の父親と夫人、10歳のリラちゃんと５歳のクロードくんの一家がかつて住んでいた洋館”というコンセプトで作られた。
葉祥明の原画を約80点常時展示し、1階では年に6回の常設展示、2階の各部屋では四季折々の作品を展示している。また原画のほか、葉祥明が個人的に収集している海外の絵本、仕掛け絵本、ぬいぐるみ、人形等も展示されている。
1階のミュージアムショップは入館料不要で利用でき、キャラクターグッズやポストカード、絵本、絵画などを販売している。美術館では葉祥明のミュージアムトーク等のイベントが随時行われている。
展示室には来館者の声を書く「感想ノート」が備えられており、開館当時から150冊を超えている（葉祥明も来館する度に目を通しているという）（ブログより、感想の紹介）。
北鎌倉はあじさいの名所で、美術館のすぐ近くにはあじさいの名所「明月院」や「円覚寺」もあり（毎年6月ごろには混み合う）、美術館の庭でも、季節ごとにあじさいやバラを楽しむことができる。

#### 付記
- 北鎌倉 葉祥明美術館を始めたきっかけとして、美術館館長および葉祥明が、2010年のインタビューにて下記のように述べている。
  - 館長「東京都の石神井にある『いわさきちひろ美術館』を葉祥明が20数年前に訪れた際に、ご本人に会う機会を何度も逸していたことで、『いわさきちひろさんにお会いしておけばよかった』という思いが、作家とファンの集う美術館設立へのきっかけになりました」。[261]
  - 葉祥明「ある美術館に行った時、その作品を描いた人に会いたいな、と思いました。だったら僕自身、生きているうちに美術館を造ろうと思ったんです。こうして今、僕の読者の方と語り合えることがとてもうれしい。」[258]

##### 看板猫
- 2007年まで看板猫「独歩（ドッポ）」がおり、猫雑誌（猫の手帖）に掲載されたこともあった[498][499]（2007年に亡くなる[500]）。死去後には、「猫の手帖」にて、ドッポを偲ぶ記事が掲載された[501]。
- 2019年10月には、新しい看板猫「絵夢（えむ）」がミュージアムキャットに就任した[502]（2021年1月にはインスタグラム[503]、2月にはツイッター[504]も開設[505]）。2021年1月には、猫ムック本「にゃっぷる」[506]、2021年10月には、雑誌「ねこ」120号（2021年11月号）[507]に絵夢くんが掲載。

#### ロケ地として使用
- 2002年7月期のTBS・ドラマ「マイリトルシェフ」（矢田亜希子主演）ののロケ地として美術館が使用[508]。
- 2004年1月期の日本テレビ・ドラマ「彼女が死んじゃった。」（長瀬智也、深田恭子 主演）ののロケ地として美術館が使用[509]。
- 2006/7/19、「THE ALFEE」の高見沢俊彦が、コンサートツアーパンフレットの撮影で美術館内を使用[510]。その写真はその後、ブロマイドにもなる[511]。
- 雑誌「mina」（2007年5/20号 No.10）モデルの森貴美子が登場する「初夏の着回しトリップ in 鎌倉」の「アート散策」テーマが美術館の前で撮影[512]。
- 2007/8/21放映、NHK総合「夜は胸きゅん」の取材場所として使用。[513]
- ファッション通販「RAPTY」カタログ　2008年盛夏号（2008/6/13発売）　モデル青山レイラのカタログ撮影が、美術館をバックに行われる。
- 2011年4月期の日本テレビ・ドラマ「リバウンド」（相武紗季、速水もこみち主演）のロケ地として美術館の建物が使用。（「Ange（アンジェ）」というケーキ屋の設定）。※ロケの様子（美術館ブログより）
- 2014/11/22公開の映画「想いのこし」（岡田将生、広末涼子主演、岡本貴也の小説を実写化）のロケ地として美術館の建物が使用[514]。
- 2018/1月、イトキンのオンラインショップブランド「TARA JARMON」2018年春服の撮影場所として美術館展示室が使用[515]。

#### 書籍・雑誌掲載
- 新カルチャーシリーズ「透明水彩で楽しむ　スケッチ日和」（2007/4）グラフィック社　著：福井良佑 　水彩画のアート技法の本のスケッチのモデルとして、葉祥明美術館が登場[516]。
- 「My LINE （マイライン）東京時刻表」2007年6月号　交通新聞社　巻頭特集《しっとり愉しむ鎌倉のあじさい》[517]
- 男性誌「マンスリーエム」2007年7月号　「スローな風景に出会う鎌倉エリア」「自称 “ 西洋かぶれ ” の芸術家が洋館をイメージして作った別世界」[518]
- 大人のビジュアルガイドブックシリーズ 「東京の美術館を楽しむ」（SOFTBANK MOOK）（2007/11）ソフトバンククリエイティブ
  - 巻頭特別インタビュー　絵本作家＆画家　「葉祥明　美術館を語る」[217][218][219]
- 季刊「読書のいずみ」2007.12　No.113　冬号　全国大学生活協同組合連合会
  - 各大学生協の書籍部で無料で配布される冊子。北鎌倉 葉祥明美術館が掲載[519]。
- テディベア専門誌「Teddy Bear Love」Bol.73（2008 June）　北鎌倉 葉祥明美術館が紹介される[520]。
- 月刊「MOE」2009年8月号　「絵本美術館のある旅」
  - 「永久保存版・絵本美術館DATA BOOK」の中で、北鎌倉 葉祥明美術館が紹介。[521]
- 湘南地区フリーペーパー「SHOW」2010年01・02（2010/2/7ブログにて情報公開）「葉祥明大特集号」[522]
  - 葉祥明の質問[260]
  - 北鎌倉 葉祥明美術館の館長へのインタビュー。[261]
- 鎌倉・湘南の情報誌「かまくら春秋」2010年6月号 かまくら春秋社　
  - 葉祥明美術館（鎌倉市）　絵本の世界が織り込まれた洋館[523]
- 専門月刊誌「電力・工事マンスリー」2010年12月号 Vol.15　日本電気協会 関東電気協会
  - 巻末「おさんぽ日和」のコーナーに、北鎌倉 葉祥明美術館が紹介[524]。
- 鎌倉ぴあ2011-2012　エリア・テーマ別で巡る鎌倉最新ガイド！(2011/5/27)[525]
- ぴあファミリー・首都圏版 秋にこどもと遊ぼう 2011年秋号（2011/9月）[526]
- 関東周辺 個人美術館めぐり（2011/10/25）株式会社 日本出版社[527]
- 月刊誌「ゆうゆう」2012年10月号 主婦の友社
  - 綴じ込み付録（「心が躍る美術館＆文学館ガイド」）に、北鎌倉 葉祥明美術館が紹介（全国の美術館・文学館の中から26館のみ紹介）[528]。
- 会報「大人の休日倶楽部-2012年10月」JR東日本　北鎌倉 葉祥明美術館が紹介される[529]。
- ソーシャル＆エコマガジン「ソトコト」2012年11月号 ”特集 スモール・ミュージアムガイド127” 株式会社RR  
  - 71ページ、020に北鎌倉 葉祥明美術館が紹介される[530]。
- 認定NPO法人「難民を助ける会」の会報「AARニュース」2014年9月号
  - 2014/8/9に北鎌倉 葉祥明美術館で行われたチャリティーイベント（絵本「地雷ではなく花をください」読み聞かせチャリティイベント）の様子が掲載[531][532]。
- 「婦人画報」2016年6月号  ～東京レストラン、ほんとうの実力57～
  - 北鎌倉葉祥明美術館がロケ地として使用[533]。
- 秋ぴあ 首都圏版 2017年秋号（2017年8月18日発売）
  - 特集「絶景紅葉探し！」に北鎌倉 葉祥明美術館が紹介[534]。
- 横浜ウォーカー 2019年3月号 鎌倉美術散歩特集
  - 北鎌倉エリアに北鎌倉 葉祥明美術館が紹介[535]。

#### 新聞掲載
- 朝日新聞 2007年12月18日「夕刊版」”be evening”　特集「日本一の絵本美術館」
  - 読者アンケートで”日本一”を選ぶシリーズ。北鎌倉 葉祥明美術館が第8位にランクイン。[536]
- 朝日新聞-Tokyo Evening 2014年10月1日
  - 葉祥明自身が選んだ、鎌倉 葉祥明美術館の常設作品を2点紹介。[537]
  - 美博ピックアップ　～北鎌倉 葉祥明美術館～
    - 「RILA（左絵・1980年代、油彩）」「聖者の行進（右絵・1980年代後半、油彩）」
- 神奈川新聞 2015年12月6日
  - かながわ人@鎌倉　葉祥明美術館館長　堀内重見さん（46）「橋渡し役にやりがい」[538]
- 鎌倉朝日新聞 2016年7月1日
  - 観る人自身が主役です　北鎌倉 葉祥明美術館[539]
- 毎日新聞 2019年2月15日
  - 「家族暮らす設定の洋館～ぐるっと首都圏・アートを歩く～」コーナーで北鎌倉 葉祥明美術館が紹介[540]。

#### Web掲載
- テレビ朝日公式サイト内「GO!GO!MAGAZINE」、掲載日不明（葉祥明ブログでの公開日：2008/6/27）
  - ランキング特集「北鎌倉」。「3.アートランキング」内で、葉祥明美術館が「癒し効果のある、絵本の美術館？」として1位に。[541]
- 葉祥明美術館 館長 堀内 重見さんによる葉祥明著作のご紹介、2018/7/1、ラジオ de ハピネス[542]
- 『Life is…… 人生を彩る幸福のエッセンス』葉祥明・・・葉祥明美術館 館長 堀内さんによる解説、2018/9/30、ラジオ de ハピネス
- LINEトラベル.jp　「ミニチュアに江ノ電、目から鱗の新しい「雨の日」の鎌倉の楽しみ方」更新日：2017/10/24 18:28
  - 北鎌倉 葉祥明美術館を紹介[543]。

#### TV放映
- 鎌倉散策　北鎌倉で出逢うメルヘンの世界
  - 2000/4/24放送、テレビ神奈川。
  - 鎌倉の隠れた魅力を地元局の視点で紹介、北鎌倉で出逢うメルヘンの世界。葉祥明美術館を紹介する[544]。
- 鎌倉散策　緑あふれる山ノ内を楽しむ
  - 2000/5/1放送、テレビ神奈川。
  - 鎌倉の隠れた魅力を地元局の視点で紹介、緑あふれる山ノ内を楽しむ。葉祥明美術館とその周辺を紹介[545]。
- 出没！アド街ック天国　北鎌倉編
  - 2006/6/17放送、テレビ東京、12位[546][547]。
- 「7DAYS WEEKLY」鎌倉の美術館を訪れてみよう。
  - 2007/6/15～6/21、鎌倉ケーブルテレビ　2007年度ミス鎌倉の加納瑠見子（かのう・るみこ）がインタビュアー。[548]
- たまにはノンビリぶらり旅
  - 2008/6/1～1カ月、ケーブルテレビ各局（JCN系列14局）。美術館の内外を取材[549]。
- ナイス素適音楽館　ゲスト：葉祥明、北鎌倉 葉祥明美術館にて収録[550][551][552]　※放映された情報が見つからず。
  - 2008/11/1～12/31、ケーブルテレビ「YOUテレビ」
- ART STAION「美術空間を求めて」　癒やしの美術館・メルヘンへの誘い　葉祥明[167][168]
  - 2009/2放送、TOKYO MX テレビ
  - 前編：2009/2/1（日）08:45AM（約3分）[169]
  - 後編：2009/2/8（日）08:45AM（約3分）[170]
- いきなり！黄金伝説。「秋の鎌倉 絶品スイーツベスト30 食べ尽くす旅」
  - 2009/11/12放送、テレビ朝日。
  - 鎌倉の観光名所をめぐりながら鎌倉スイーツを食べ尽くす企画で、タカアンドトシが葉祥明美術館を訪れ、スイーツを食べる。[553][554]
- 江ノ島電鉄4駅（江ノ島駅、藤沢駅、長谷駅、鎌倉駅）の、鎌倉の名所を紹介するTVビジョンCM
  - 2011/1/15～1/29、鎌倉ケーブルテレビ[555][556]
- ハマ SHOW!! 
  - 2012/9/24 21:00～、J:COM（ケーブルテレビ）[557]
- 日本ほのぼの散歩　第20回「神奈川県・鎌倉」　　
  - 2013/1/9放送、BS11、出演者：藤吉久美子[558]
- 出没！アド街ック天国　北鎌倉編
  - 2013/6/22放送、テレビ東京、14位[546][559][560]。
- 首都圏ニュース「熊本支援のくまモン絵本原画展」
  - 2016/7/17放送、NHK総合・1チャンネル（NHK鎌倉支局）
  - 北鎌倉葉祥明美術館で行われている、「くまモン」が登場する絵本（"葉祥明 阿蘇高原絵本美術館"館長の葉山祥鼎・作）の原画展の取材。[561][562]
- 2017年8月15日デイリーニュース（鎌倉）
  - 2017/8/15、鎌倉ケーブルテレビ、開催中の「絵本『きみに聞いてほしい』原画展」の取材。[563][564]

#### ラジオ放送
- 番組「We Love SHONAN ~our native shore~」の中の「SHONAN INFO」コーナー、2006/11/5 15:05~15:12、FM横浜[565][566]
- 番組「DRIVIN' DELIGHT」、放送日時不明（2013/1/18情報公開）、Fm yokohama84.7[567]
- 番組「Lovely Day」の中の「藤田優一の街角リポート」コーナー、2018/7/17 11:05～、FMよこはま[568]

#### SNS
- 北鎌倉 葉祥明美術館 (kitakamakura.yohshomei.art.museum) - Facebook
- 北鎌倉葉祥明美術館 公式 (@yohshomeimuseum) - X（旧Twitter）
- 北鎌倉 葉祥明美術館 (@yohshomeiartmuseum) - Instagram
- 絵夢くん・葉祥明美術館ミュージアムキャット (@emukun_yoh_cat) - X（旧Twitter）
- 絵夢 (@emukun_yohmuseumcat) - Instagram - 北鎌倉葉祥明美術館のミュージアムキャット、絵夢（えむ）くんのアカウント。

### 葉祥明 阿蘇高原絵本美術館
2002/8/8に熊本県阿蘇郡南阿蘇村に開館。JR赤水駅からタクシー13分。車で熊本市内より約1時間30分、熊本空港より約45分。
葉祥明の絵の故郷である阿蘇の丘の上に開館した。葉祥明の実弟である葉山祥鼎が館長を務める。
開館前、環境問題に関わっていた館長の葉山祥鼎が、子ども時代に遊んだ阿蘇の高原がリゾート開発にさらされていることを知り村長に直訴したところ、美術館を建てて丘を守ったらどうだろうという話になったという。
絵本の主人公・犬のジェイク、絵本の原画や詩の言葉を展示しており、季節ごとに原画を入れ替えている。同時に葉祥明の実弟でもあり館長の葉山祥鼎の阿蘇の写真や幸せを呼ぶハチ“ブルー・ビー”の絵本シリーズの原画も展示している。館内にはショップの他、カフェテリアもある。
美術館には、有明海まで見渡せる、広大な2万坪の庭があり、広々とした草原の散歩コースを楽しむこともできる。庭にはツリーハウスもある。美術館の庭に、”幸せを呼ぶ”とされる「ブルー・ビー」が訪れることでも知られている。

#### 熊本地震
- 2016年4月の熊本地震では、美術館の敷地に地割れが走るなど大きな被害を受け一時休館、2016年8月に116日ぶりに再開した。地区では家屋の倒壊や道路の崩落が相次いだが、美術館の建屋や展示していた絵本の原画などは無事だったという[577]。（参考：平成28年熊本地震：葉祥明阿蘇高原絵本美術館の被災状況[578][579][580]）

#### 書籍・雑誌掲載
- 雑誌「九州ウォーカー」 2008年 No.22 　葉祥明 阿蘇高原絵本美術館が紹介[581]。
- 雑誌「AGIO」 2009 JULY　熊本特集に、葉祥明 阿蘇高原絵本美術館が掲載[582]。
- 情報誌「よみうりファミリープリュ」2014年6月号 株式会社 読売西部情報開発[583]
  - "九州・山口の美術館や博物館から館自慢の収蔵作品を紹介する"コーナーで、葉祥明 阿蘇高原絵本美術館より絵「Highlandscape」が掲載。

#### 新聞掲載
- 朝日新聞（九州版） 2016年5月18日
  - 熊本地震の復興支援として販売した「熊本地震復興支援ブルービーTシャツ」紹介。
  - 「幸せの青いハチ 復興に一役」　南阿蘇の葉祥明美術館　Ｔシャツ販売、早期再開めざす[584]
- 毎日新聞（九州版）2016年6月15日
  - 南阿蘇村や葉祥明阿蘇高原絵本美術館を支援するチャリティコンサートの様子が記事に。
  - くまモンも感謝 ～葉祥明阿蘇高原絵本美術館支援・黒崎でチャリティコンサート～[585]
- 熊本日日新聞 2016年8月8日
  - 絵本と自然「南阿蘇の希望に」～葉祥明美術館今日再開～[586]
  - ※葉祥明阿蘇高原絵本美術館が116日ぶりに再開したことを報じる記事。
- 熊本日日新聞 2016年8月9日
  - 青いハチ、また会える　～南阿蘇村・葉祥明絵本美術館が再開～[587]
  - ※葉祥明阿蘇高原絵本美術館が116日ぶりに再開したことを報じる記事。
- 朝日新聞 2017年5月20日
  - ※葉祥明阿蘇高原絵本美術館の館長・葉山祥鼎による“くまモン”絵本の第二弾「くまモンとブルービーの大冒険」の発売を紹介。
  - くまモンの絵本出たよ　困難乗り越える描写、震災もとに[588]
- 熊本日日新聞 2017年8月9日
  - ※葉祥明阿蘇高原絵本美術館にブルー・ビーが飛来したことを紹介。
  - 小さな幸せ見つけた　南阿蘇村　「ブルー・ビー」舞い始め[589]

#### Web掲載
- 「幸せ呼ぶ青いハチ」今年も…絵本美術館の庭に、2020/8/29、読売新聞オンライン
- 熊本）マイヨール氏を追悼　阿蘇でイルカの原画展、2020/8/30、朝日新聞デジタル
  - 2014年出版の「Dolphin Message」の原画22点を展示

#### TV放映
- 「新どうぶつ奇想天外！」青いハチ
  - 2008/11/9放送、TBS。葉祥明 阿蘇高原絵本美術館の”ブルー・ビー”を取材[590][591]。
- 「あさイチ」
  - 2012年10月18日（木）午前8:15～9:45、NHK総合。
  - 熊本県・南阿蘇で「幸せを呼ぶ？青い○○を探せ！」と題して、ブルー・ビーを探す。葉山祥鼎館長も出演[592][593]。
- 「ヒルナンデス！」
  - 2014/8/27放送、日本テレビ。葉祥明 阿蘇高原絵本美術館の”ブルー・ビー”を取材[594]。
- 「ZIP！」ZIP！MAPPING
  - 2014/9/5放送、日本テレビ。葉祥明 阿蘇高原絵本美術館の”ブルー・ビー”を取材[595]。
- 「日本の旬を行く！路線バスの旅」#24 北海道&九州 500キロ走破 大自然満喫の旅
  - 2014/12/2放送、BS-TBS。出演：杉浦太陽。
  - 杉浦が旅の一部として”ブルー・ビー”に会うために美術館を訪問。葉山祥鼎（葉祥明 阿蘇高原絵本美術館・館長）出演。[596][597]
- 「news every.」
  - 2017/4/13放送、TBS。
  - 熊本地震から1年。番組レギュラーの鎌田實が南阿蘇村にある葉祥明 阿蘇高原絵本美術館を訪ね、葉山祥鼎館長の話を聞く[598]。
- 「Oha！4 NEWS LIVE」
  - 2017/8/9放送、日本テレビ。
  - 熊本・南阿蘇村の葉祥明阿蘇高原絵本美術館からの、幸せを運ぶと言われているルリモンハナバチの映像[599]。

#### イベント
- 南阿蘇えほんのくに　第1回誕生祭（2006/5/20～5/21）に参加　「葉祥明 阿蘇高原絵本美術館」にて葉祥明＆永田萌＆潮谷知事ミニトークショー、葉祥明＆永田萌と阿蘇を描こう！、葉祥明＆永田萌サイン会、他[600]。
- 南阿蘇えほんのくに　第2回誕生祭（2007/5/19～5/27）に参加　「葉祥明 阿蘇高原絵本美術館」にて葉祥明がオープニングセレモニー、えほんの教室、他[601][602]。
- 南阿蘇えほんのくに　第3回誕生祭（2008/5/17～5/23）に参加[603]。
- 南阿蘇えほんのくに　東日本大震災被災地復興支援チャリティイベント ～笑顔を届けるブルービーフェスタ～（2011/6/4～6/5）に参加[604]。

#### SNS
- 葉祥明阿蘇美術館 (@yohs_park_museum) - Instagram

### 閉店

#### 葉祥明ミュージアムショップ「JAKE HOUSE」
- 東京・自由が丘

- 1997/8/1にオープン、2006年1月に閉店。[605]

#### ジェイクスギャラリー銀座
- 東京都中央区銀座4-10-6 1F[606]

- 2002/9/1にオープン、入居しているビルの改築工事に伴い2008/2/24に閉店。[607][608]

##### 雑誌掲載
- 月刊「MOE」2007年7月号　TOKYO絵本散歩　「ジェイクスギャラリー銀座」が紹介[609]。
- 大人のビジュアルガイドブックシリーズ 「東京の美術館を楽しむ」（SOFTBANK MOOK）（2007/11）ソフトバンククリエイティブ
  - 巻頭特別インタビュー　絵本作家＆画家　「葉祥明　美術館を語る」[217][218][219]
- 大人のための首都圏散策マガジン「散歩の達人」2008年5月号
  - さよならの町角を記録する「閉店観察日記」閉店観察人：内堀隆史[610]